# Перицикл
Перицикл — зовнішній шар тканини, що розташовані досередини від ендодерми та утворюють центральний циліндр (стелу).
Перицикл є анатомічною структурою первинної анатомічної будови кореня (у зоні поглинання).
Перицикл складається з одного шару живих паренхімних клітин, що тривалий час зберігають здатність до меристематичного поділу.
За походженням перицикл — шар клітин первинної меристеми.
Дає початок бічним кореням, які в процесі подальшого росту проривають первинну кору, виходячи назовні. Такий тип галуження із руйнування покривних тканин бічними осями називають ендогенним. За рахунок клітин перициклу камбій зливається в суцільне кільце і за вторинної будови дає початок радіальним променям паренхіми центрального циліндра кореня, де відкладаються поживні речовини. З клітин перициклу можуть також утворюватися додаткові камбіальні зони, розташовані зовні від центрального циліндра, які забезпечують додаткове потовщення осьових органів.